# Quilombo Ambé
Ambé é uma comunidade remanescente de quilombo, população tradicional brasileira, localizada no município brasileiro de Macapá, no Amapá. A comunidade de Ambé é formada por uma população de 53 famílias, distribuídas em uma área de 14.105,897 hectares. O território foi certificado como remanescente de quilombo (reminiscências históricas de antigos quilombos) em 2018, pela Fundação Cultural Palmares.
Esta comunidade teve o Relatório Técnico de Identificação e Delimitação publicado em 2018 (etapa da regularização fundiária), mas ainda está com a situação fundiária em análise (não titulada) no INCRA.

## História
Segundo os moradores do Quilombo Ambé, os primeiros habitantes chegaram na década de 1840. A história oral conta que um homem subir em um “tachizeiro”, de onde viu um grande campo verdejante após um lago. Trouxe sua irmã e outras famílias para morar ali e trabalhar com agricultura e pecuária. Uma das famílias era a de Joaquim Manoel de Jesus Picanço, que deu o nome de São Roque do Ambé, porque havia muito cipó Ambé na região. Em 28 de outubro de 1891, Joaquim Manoel de Jesus Picanço, Estevão Gonçalves, Benedito Gonçalves Picanço, e Manoel Francisco da Silva foram à Comarca de Macapá para requerer a posse das terras da comunidade.

## Tombamento
O tombamento de quilombos é previsto pela Constituição Brasileira de 1988, bastando a certificação pela Fundação Cultural Palmares:
Art. 216. Constituem patrimônio cultural brasileiro os bens de natureza material e imaterial, tomados individualmente ou em conjunto, portadores de referência à identidade, à ação, à memória dos diferentes grupos formadores da sociedade brasileira [...]
§ 5º Ficam tombados todos os documentos e os sítios detentores de reminiscências históricas dos antigos quilombos.
Portanto, a comunidade quilombola de Ambé é um patrimônio cultural brasileiro, tendo em vista que recebeu a certificação de ser uma "reminiscência histórica de antigo quilombo" da Fundação Cultural Palmares no ano de 2018.

## Situação territorial
A falta do título da terra (regularização fundiária) cria para as comunidades quilombolas uma dificuldade de desenvolver a agricultura, além dos conflitos com os fazendeiros de suas regiões e a impossibilidade de solicitar políticas sociais e urbanas para melhorias de condições de vida, como infraestrutura urbana de redes de energia, água e esgoto.

Povos Tradicionais ou Comunidades Tradicionais são grupos que possuem uma cultura diferenciada da cultura predominante local, que mantêm um modo de vida intimamente ligado ao meio ambiente natural em que vivem. Através de formas próprias: de organização social, do uso do território e dos recursos naturais (com relação de subsistência), sua reprodução sócio-cultural-religiosa utiliza conhecimentos transmitidos oralmente e na prática cotidiana.